# Maaninka
Maaninka (svenska: Maninga, föråldrat) är dels en tätort i Kuopio stad (kommun), dels en före detta kommun i landskapet Norra Savolax i Finland. Vid årsskiftet 2014/2015 slogs Maaninka kommun samman med Kuopio stad. Maaninka församling uppgick vid samma tidpunkt med Kallaveden seurakunta (Kallavesi församling) . Maaninka existerade som en självständig kommun i etthundrafyrtiotre års tid, mellan åren 1872 och 2015. 
Maaninka före detta kommuns siste sittande kommundirektör var Timo Kiviluoma.
Folkmängden i Maaninka före detta kommun uppgick den 30 november 2014 till 3 747 invånare, och totala arealen utgjordes den 1 januari 2010 av 575,15 km², varav 466,69 km² var land.
Efter kommunsamgången med Kuopio stad har inga statistiska uppgifter om Maaninka tätort ännu hunnit redovisas (2015-01-10).
Maaninka före detta kommuns språkliga status var enspråkig finsk, och den nya storkommunen Kuopios språkliga status är likaså enspråkig finsk.
Viantotaipale pappersbruk verkade åren 1844-1857 vid Vianta-Taipale fors mellan sjöarna Onkivesi och Maaninganjärvi.

## Parallellnamnen Maaninka och Maninga
Enligt Institutet för de inhemska språken i Finland  är ortens svenska namnform Maninga inte längre levande, utan betraktas numera som föråldrad. Tidigare hade den svenska namnformen officiell status. I historiska sammanhang skall det svenska parallellnamnet Maninga fortfarande användas om äldre tider.

## Maaninka församling
Maaninka kapellförsamling som hörde till Kuopio grundades 1765, fick en egen kaplan år 1767. Kapellförsamlingen avskildes till en egen församling den 30 januari 1871. Maaninka församling anslöts den 1 januari 2015 till Kallaveden seurakunta (Kallavesi församling). 
Byar som tillhörde Maaninka församling förr i tiden: Haatala, Halola, Hamula, Jynkänniemi, Käärmelahti, Kurolanlahti, Lappetelä, Pohjois-Haatala, Tavinsalmi, Tuovilanlahti, Väänälä, Varpasmaa, Venäjänsaari och Vianto.